# Azenia implora
Azenia implora là một loài bướm đêm trong họ Noctuidae.